# Morana hoplomacha
Espèce
Morana hoplomacha est une espèce de coléoptères de la famille des Staphylinidae et de la sous-famille des Pselaphinae.

## Répartition et habitat
Cette espèce est décrite du sud du Viêt Nam.